# Celosia pleiogyna
Celosia pleiogyna är en amarantväxtart som beskrevs av Carl Ernst Otto Kuntze. Celosia pleiogyna ingår i släktet celosior, och familjen amarantväxter. Inga underarter finns listade i Catalogue of Life.